# Benzopirens

Estructura química de benzo[a]pirè

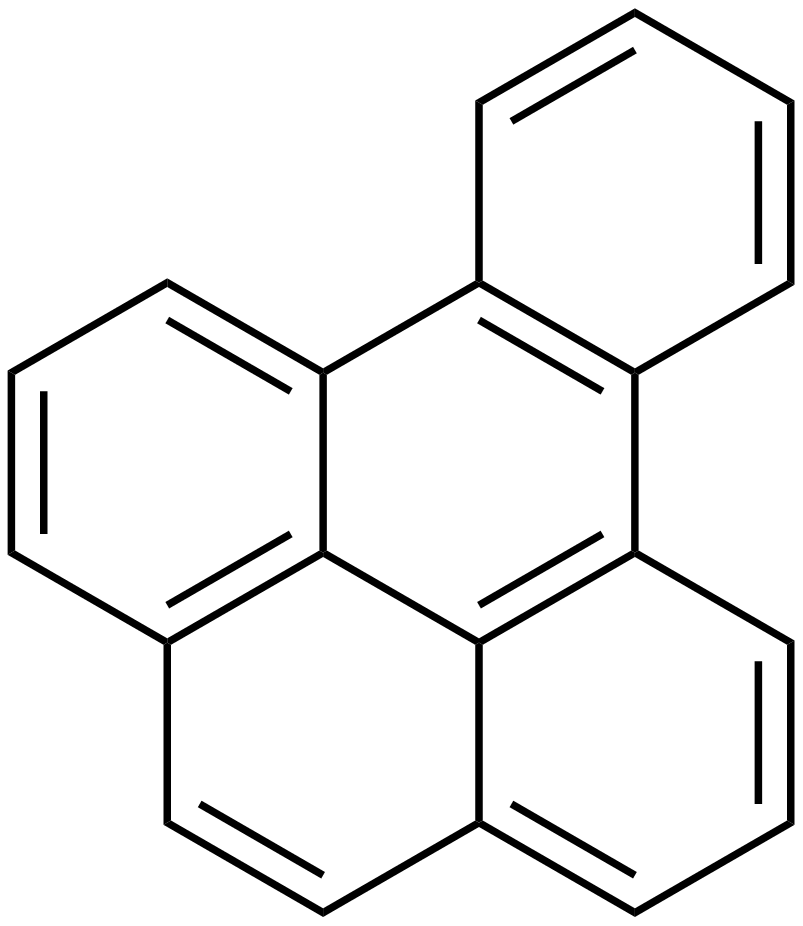
Estructura química de benzo[e]pirè

Els benzopirens, en anglès: benzopyrenes, són uns compostos orgànics, classificats com a hidrocarburs aromàtics policíclics i que tenen fórmula C20H₁₂.
Hi ha dues formes isomèriques de benzopirens: 
- benzo[a]pirè
- benzo[e]pirè.

Els benzopirens són problemàtics per la seva intercalació amb l'ADN que interfereix en la transcripció genètica. Es consideren contaminants i carcinògens. Són emesos de manera natural pels incendis forestals i erupcions volcàniques, tot i que també es pot trobar al quitrà d'hulla, fum de cigarretes, les males combustions, menjars torrats com ara el cafè, o productes com l'oli de pinyolada d'oliva.